# René Maran
René Maran (n. 8 noiembrie 1887, Fort-de-France, Martinique, Franța – d. 9 mai 1960, Paris, Franța) a fost un romancier și poet francez de origine guianeză, fiind primul scriitor de culoare care a câștigat premiul Goncourt (în 1921).
A scris romane de un realism pictural despre viața indigenilor, cu accente umanitare și versuri parnasiene.

## Biografie
Este considerat ca un precursor al conceptului de negritudine.

## Opere alese
- 1909: La Maison du Bonheur ("Casa fericirii"), poezii;
- 1912: La Vie Intérieure ("Viață interioară"), poezii;
- 1921: Batouala;
- 1934: Le Livre de la Brousse ("Cartea junglei"), roman;
- 1935: Les belles images ("Frumoasele imagini");
- 1943: Mlbala, l'éléphant ("Mlbala, elefantul"), roman;
- 1947: Un Homme pareil aux autres ("Un om oarecare"), roman.